# 도와다시
도와다시(일본어: 十和田市)는 일본 아오모리현 동남부, 난부 지방 내륙부에 있는 시이다.

## 지리
핫코다 산계의 기슭에 있으며 도와다호의 아오모리현 부분을 둘러싼다. 오이라세강이 시를 통과한다. 냉량한 해양성 기후로 시원한 여름과 폭설을 동반한 겨울이 특징이며 일본에서 벼농사의 북쪽 한계선이기도 하다. 일부는 도와다하치만타이 국립공원에 속해 있다.

### 인접한 자치체
- 아오모리현
  - 아오모리시
  - 가미키타군 로쿠노헤정, 시치노헤정, 도호쿠정
  - 산노헤군 고노헤정, 신고촌
  - 히라카와시

- 아키타현
  - 가즈노시
  - 가즈노군 고사카정

## 역사
오늘날의 도와다 주변 지역은 이전에는 산본기하라(三本木原)로 불리던 황무지였다. 1855년에 모리오카번의 난부씨가 토지 매립 계획에 착수하였다. 이 계획은 니토베 이나조의 할아버지인 니토베 쓰토의 지도 하에 진행되었다. 이 계획은 메이지 정부 때도 이어졌고 이 지역은 1885년에 일본 제국 육군에 의해 군마 사육장으로 지정되었다. 이 지역의 험한 기후는 만주와 시베리아 같은 추운 지역에서 사용될 말들을 사육하는 데 이상적으로 여겨졌다.
- 1910년 9월 1일 - 산본기정이 발족하였다.
- 1955년 2월 1일 - 가미키타군 산본기정, 오후카나이촌, 후지사카촌이 합병해 산본기시가 탄생하였다.
- 1955년 3월 1일 - 가미키타군 욘와촌을 편입하였다.
- 1956년 10월 - 도와다호와 연관되어 도와다시로 개칭하였다.
- 2005년 1월 1일 - 인접하는 가미기타군 도와다코정과 신설 합병해 새로운 도와다시가 발족하였다. 면적은 689km2, 인구는 68,355명(2006년 9월 30일)

## 경제
도와다의 경제는 주로 도와다호와 주변을 둘러싼 도와다하치만타이 국립공원, 온천 휴양지 등 관광업에 크게 의존하고 있다. 농업과 임업 또한 계속해서 중요한 역할을 하고 있다.

## 교통

### 도로
- 국도 4호선
- 국도 45호선
- 국도 102호선
- 국도 103호선
- 국도 394호선

## 인구
| 연도 | 인구   | ±% p.a. |
| ---- | ------ | ------- |
| 1920 | 25,840 | —       |
| 1930 | 31,896 | +2.13%  |
| 1940 | 39,767 | +2.23%  |
| 1950 | 49,125 | +2.14%  |
| 1960 | 56,232 | +1.36%  |
| 1970 | 59,719 | +0.60%  |

| 연도 | 인구   | ±% p.a. |
| ---- | ------ | ------- |
| 1980 | 67,050 | +1.16%  |
| 1990 | 68,097 | +0.16%  |
| 2000 | 69,630 | +0.22%  |
| 2010 | 66,123 | −0.52%  |
| 2020 | 60,378 | −0.90%  |

|                                              | |
| 도와다시의 전국의 연령별 인구 분포（2005년） | 도와다시의 연령·남녀별 인구 분포（2005년）                                                                                |
| ■자주색 ― 도와다시 ■녹색 ― 일본전국          | ■파랑색 ― 남자 ■빨간색 ― 여자                                                                                             |
| · 도와다시（에 해당되는 지역）의 인구추이    | |
| 일본 총무성 통계국 국세조사 결과             | |
|                                              | 이 그래프는 더 이상 지원되지 않는 레거시 그래프 확장 기능을 사용하고 있습니다. 새로운 차트 확장 기능으로 변환해야 합니다. |

## 기후
| 도와다시의 기후                                              | 도와다시의 기후 | 도와다시의 기후 | 도와다시의 기후 | 도와다시의 기후 | 도와다시의 기후 | 도와다시의 기후 | 도와다시의 기후 | 도와다시의 기후 | 도와다시의 기후 | 도와다시의 기후 | 도와다시의 기후 | 도와다시의 기후 | 도와다시의 기후 |
| 월                                                           | 1월             | 2월             | 3월             | 4월             | 5월             | 6월             | 7월             | 8월             | 9월             | 10월            | 11월            | 12월            | 연간            |
| ------------------------------------------------------------ | --------------- | --------------- | --------------- | --------------- | --------------- | --------------- | --------------- | --------------- | --------------- | --------------- | --------------- | --------------- | --------------- |
| 역대 최고 기온 °C (°F)                                       | 14.2 (57.6)     | 16.5 (61.7)     | 21.0 (69.8)     | 28.0 (82.4)     | 33.2 (91.8)     | 33.8 (92.8)     | 35.8 (96.4)     | 35.6 (96.1)     | 35.1 (95.2)     | 27.8 (82.0)     | 24.3 (75.7)     | 19.3 (66.7)     | 35.8 (96.4)     |
| 일평균 최고 기온 °C (°F)                                     | 1.9 (35.4)      | 2.7 (36.9)      | 6.9 (44.4)      | 13.7 (56.7)     | 19.0 (66.2)     | 21.7 (71.1)     | 25.1 (77.2)     | 26.7 (80.1)     | 23.6 (74.5)     | 18.0 (64.4)     | 11.3 (52.3)     | 4.6 (40.3)      | 14.6 (58.3)     |
| 일일 평균 기온 °C (°F)                                       | −1.7 (28.9)     | −1.3 (29.7)     | 2.2 (36.0)      | 8.0 (46.4)      | 13.4 (56.1)     | 16.8 (62.2)     | 20.6 (69.1)     | 22.1 (71.8)     | 18.5 (65.3)     | 12.3 (54.1)     | 6.3 (43.3)      | 0.6 (33.1)      | 9.8 (49.7)      |
| 일평균 최저 기온 °C (°F)                                     | −6.2 (20.8)     | −6.2 (20.8)     | −2.6 (27.3)     | 2.1 (35.8)      | 7.9 (46.2)      | 12.5 (54.5)     | 17.1 (62.8)     | 18.3 (64.9)     | 13.9 (57.0)     | 6.8 (44.2)      | 1.2 (34.2)      | −3.5 (25.7)     | 5.1 (41.2)      |
| 역대 최저 기온 °C (°F)                                       | −20.1 (−4.2)    | −19.7 (−3.5)    | −16.7 (1.9)     | −9.8 (14.4)     | −2.5 (27.5)     | 1.2 (34.2)      | 6.9 (44.4)      | 8.8 (47.8)      | 3.6 (38.5)      | −1.5 (29.3)     | −8.7 (16.3)     | −15.3 (4.5)     | −20.1 (−4.2)    |
| 평균 강수량 mm (인치)                                        | 37.8 (1.49)     | 35.2 (1.39)     | 50.5 (1.99)     | 59.7 (2.35)     | 80.5 (3.17)     | 94.3 (3.71)     | 146.0 (5.75)    | 159.8 (6.29)    | 159.9 (6.30)    | 108.8 (4.28)    | 58.6 (2.31)     | 51.2 (2.02)     | 1,031.1 (40.59) |
| 평균 강설량 cm (인치)                                        | 125 (49)        | 116 (46)        | 73 (29)         | 3 (1.2)         | 0 (0)           | 0 (0)           | 0 (0)           | 0 (0)           | 0 (0)           | 0 (0)           | 10 (3.9)        | 72 (28)         | 395 (156)       |
| 평균 강수일수 (≥ 1.0 mm)                                     | 7.8             | 7.9             | 7.9             | 8.5             | 9.6             | 9.2             | 11.1            | 11.3            | 10.5            | 9.0             | 9.6             | 8.9             | 111.3           |
| 평균 강설일수 (≥ 3 cm)                                       | 15.2            | 15.3            | 8.6             | 0.5             | 0               | 0               | 0               | 0               | 0               | 0               | 1.2             | 8.3             | 49.1            |
| 평균 월간 일조시간                                           | 115.4           | 121.4           | 168.7           | 186.7           | 197.8           | 158.3           | 132.8           | 149.3           | 140.6           | 150.6           | 128.8           | 109.9           | 1,755.1         |
| 출처: 일본 기상청 (평년값: 1991년~2020년, 극값: 1976년~현재) |                 |                 |                 |                 |                 |                 |                 |                 |                 |                 |                 |                 |                 |

## 자매 도시
- 일본 이와테현 하나마키시(1989년 10월 10일)
- 일본 고치현 도사정(1985년 6월)